# Graptopetalum bellum
Graptopetalum bellum Moran & J.Meyrán es una especie de planta suculenta de la familia de las crasuláceas.
Esta planta ha estado oscilando entre los géneros Tacitus y Graptopetalum. Tacitus bellus se diferencia de los demás por sus grandes flores y las de Graptopetalum que tienen los labios alrededor de los carpelos.  

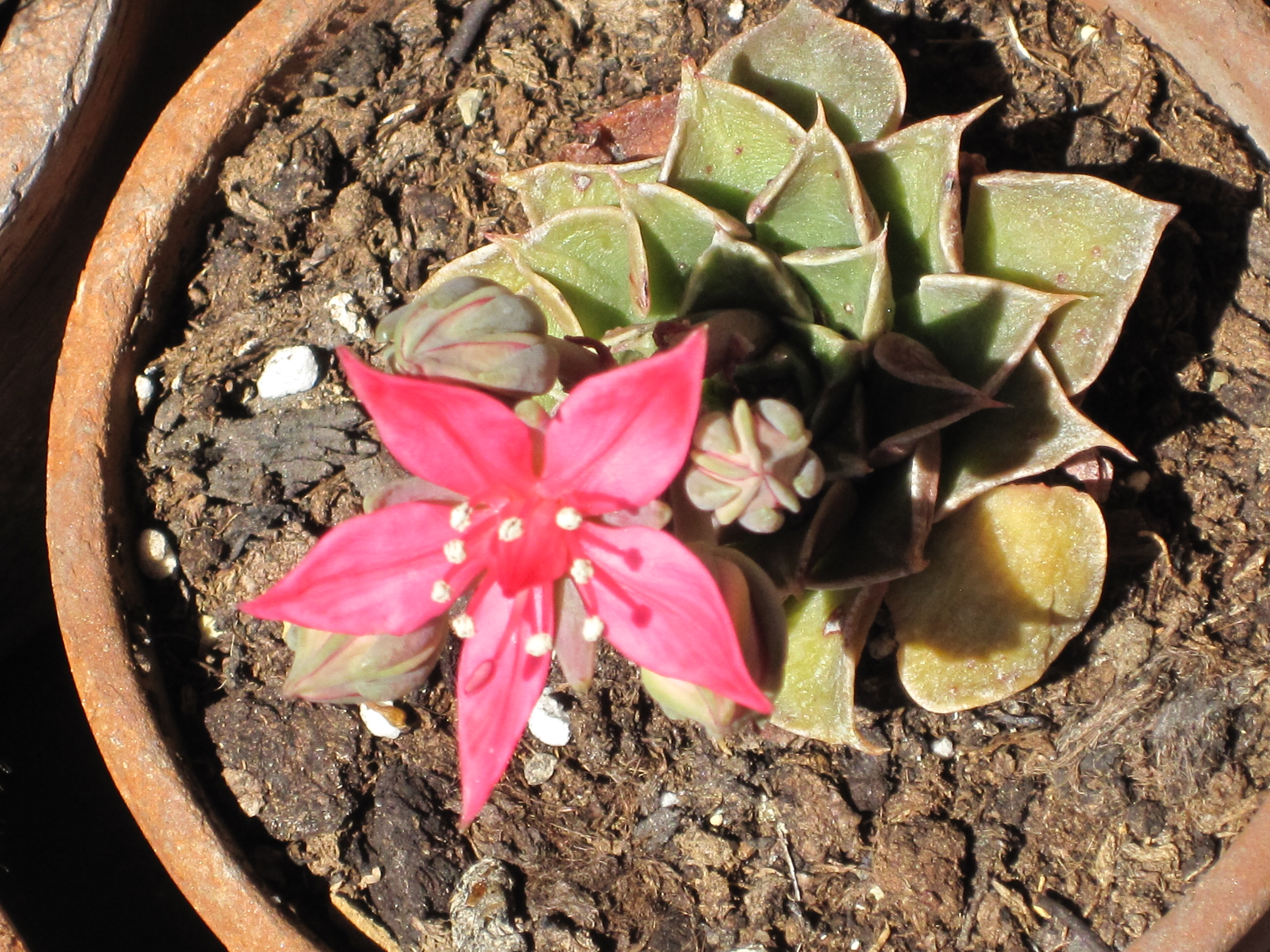
Graptopetalum bellum

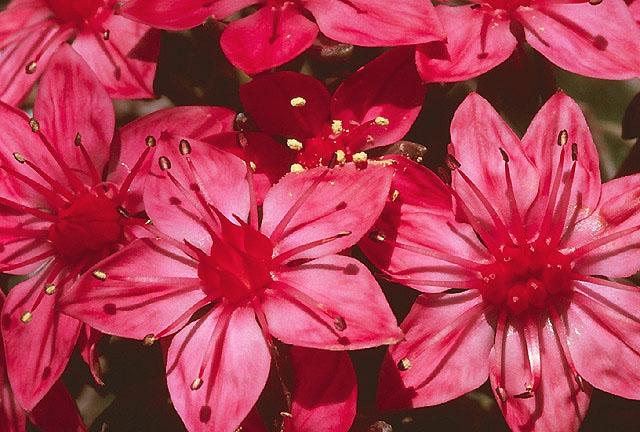
Detalle de las flores

## Distribución y Hábitat
Graptopetalum  bellum es nativa  de México.

## Descripción
Es una aglutinación de rosetas suculentas con flores de color rosa a rojo en la parte superior de la inflorescencia ramificada de 10 cm de altura. Las flores duran varias semanas, están en posición vertical y en forma de estrella. Resiste temperaturas de hasta -4 °C.

## Taxonomía
Graptopetalum bellum fue descrita por (Moran & Meyran) D.R.Hunt y publicado en Botanical Magazine 182: 130. 1979.
Etimología
Graptopetalum: nombre genérico que deriva de las palabras griegas: γραπτός ( graptos ) para "escritos", pintados y πέταλον (petalon) para "pétalos" donde se refiere a los generalmente pétalos manchados.
bellum: epíteto latino que significa "bella, preciosa".
Sinonimia
- Tacitus bellus[3]